# Équipe du Turkménistan féminine de football
Cet article traite de l'équipe féminine. Pour l'équipe masculine, voir Équipe du Turkménistan de football.
Maillots
L'équipe du Turkménistan féminine de football est l'équipe nationale qui représente le Turkménistan dans les compétitions internationales de football féminin. Elle est gérée par la Fédération du Turkménistan de football.
La sélection n'a jamais participé à une phase finale de Coupe du monde, de Coupe d'Asie ou des Jeux olympiques.

## Histoire

### Les débuts
L'équipe fait ses débuts sur la scène internationale à l'occasion d'un match amical préparant à la Turkish Cup 2019. Lors de ce match amical, l'équipe dispute son premier match à Alanya le 24 février 2019 contre le Kazakhstan. Les Turkmènes s'inclinent sur le score de 6 buts à 0. 
Quelques jours plus tard, elles participent à la Turkish Cup 2019. Versées dans la poule A avec la Roumanie, l'Ouzbékistan et l'Inde, les Turkmènes perdent leurs quatre matchs.

### Première phase qualificative et retrait
Lors des qualifications comptant pour la Coupe d'Asie 2022, le Turkménistan devait initialement faire partie du groupe A en compagnie de Taipei chinois, du Bahreïn et du Laos,. 
Cependant, le 6 août 2021, le Turkménistan se retire des qualifications pour la Coupe d'Asie 2022 en Inde. En effet, le gouvernement du Turkménistan impose des restrictions sur les voyages internationaux en raison de la pandémie de Covid-19, ce qui conduit la Fédération du Turkménistan à informer l'AFC qu'elle ne peut pas participer aux qualifications de septembre,.

## Sélectionneurs
- 2016-2025 :  Kamil Mingazow[7].
- 2025- :  Boris Borowik